# Síran chromitý
Síran chromitý je anorganická látka rozpustná ve vodě se vzorcem Cr2(SO4)3. Vytváří různě barevné hydráty, nejčastěji dodekahydrát a oktadekahydrát.

## Výroba
Tato látka se vyrábí reakcí kovového chromu s kyselinou sírovou:
{\displaystyle \mathrm {2Cr+3H_{2}SO_{4}\ \to \ Cr_{2}(SO_{4})_{3}+3H_{2}} }
Chrom může být nahrazen oxidem chromitým, uhličitanem chromitým, hydroxidem chromitým, a jinými. Reakce probíhá následně:
{\displaystyle \mathrm {Cr_{2}O_{3}+3H_{2}SO_{4}\ \to \ Cr_{2}(SO_{4})_{3}+3H_{2}O} }

## Reakce
Tato látka reaguje ochotně s jednomocnými sírany za vzniku podvojného síranu (zvané též kamence.) Kupříkladu reaguje se síranem draselným vzniká kamenec (síran) draselno-chromitý.

## Použití
Při elektrolytickém pokovování je možno použít tuto látku. Jako kladná elektroda se používá chrom, jako záporná se používá předmět, který má být pochromován.